# 糖業改良意見書
糖業改良意見書是1901年9月臺灣總督府殖產局長新渡戶稻造向總督府針對臺灣糖業提出的一份報告；在此之前他已受臺灣總督府委託對糖業進行調查研究；意見書裡共有7點改良辦法、11項保護獎勵方案與14項對於糖業設施及機構的改良意見。這份意見書對臺灣總督府的糖業政策有重大影響，總督府日後參考其意見於1902年6月14日頒布〈糖業獎勵規則〉。

## 內容
- 改良辦法
  - 改良甘蔗品種
  - 改善栽培法
  - 興建灌溉設施
  - 擴大蔗園面積
  - 開墾蔗作適地
  - 改良製糖法
  - 改良壓榨方法
- 保護獎勵方案
  - 提高砂糖輸入關稅
  - 施行退稅
  - 開發交通利於搬運
  - 擴大銷路
  - 公定蔗價
  - 發展糖業教育
  - 促進產業合作社組織
  - 出版蔗作及製糖改良之刊物
  - 實施甘蔗保險
  - 保護牛畜
  - 獎勵酒精等副產品之開發
- 糖業設施及機構的改良意見
  - 頒布糖業獎勵法
  - 成立臨時臺灣糖務局
  - 在臺灣南、中、北部設立糖務支局
  - 培育技術人員
  - 派技術人員前往爪哇採購蔗苗
  - 購買八重山島及本島的外國品種作為育苗用
  - 在臺南地區設苗圃
  - 設置甘蔗試作場
  - 鼓勵小型壓榨機之購入及試驗
  - 促進糖業合作社組織之成立
  - 獎勵新開墾蔗作地
  - 開發水利，以利改善栽培法
  - 編制事業計劃書，提供資本家作參考
  - 勸誘大企業家參與糖業